# Bruno Chabarov
Bruno Chabarov (Brunis Habārovs) (* 30. dubna 1939 – 29. srpna 1994 Riga, Sovětský svaz) byl sovětský a lotyšský sportovní šermíř, který se specializoval na šerm kordem. Sovětský svaz reprezentoval na přelomu padesátých a šedesátých let. Zastupoval rižskou šermířskou školu, která spadala pod Lotyšskou SSR. Na olympijských hrách startoval v roce 1960 a 1964 v soutěži jednotlivců a družstev. V soutěži jednotlivců získal v roce 1959 titul mistra světa a na olympijských hrách 1960 vybojoval bronzovou olympijskou medaili. Se sovětským družstvem kordistů vybojoval na olympijských hrách v roce 1960 bronzovou olympijskou medaili a v roce 1961 titul mistra světa.